# Walter Bowne

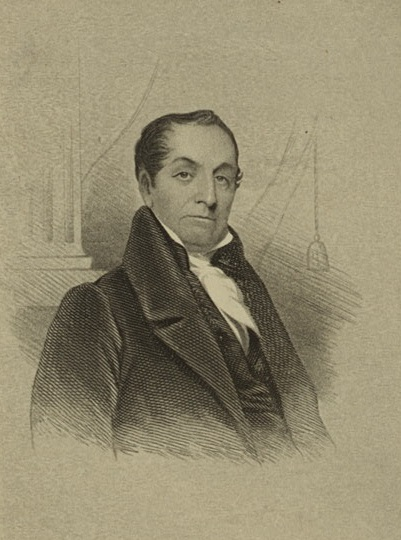
Walter Bowne

Walter Bowne (* 26. September 1770 in Flushing, New York City; † 31. August 1846) war ein US-amerikanischer Politiker. Zwischen 1829 und 1833 war er Bürgermeister der Stadt New York.

## Werdegang
Über die Jugend und Schulausbildung von Walter Bowne ist nichts überliefert. Beruflich war er ein erfolgreicher Händler. Später war er im Bankgewerbe tätig. Dabei war er Präsident der 7th Ward Bank of New York City. Seine Parteizugehörigkeit wird in den Quellen nicht erwähnt. Zwischen 1816 und 1824 saß Bowne im Senat von New York. In seiner Eigenschaft als Staatssenator war er von 1817 bis 1820 Mitglied im Council of Appointment.
Zwischen 1829 und 1833 war Bowne Bürgermeister der Stadt New York. Gewählt wurde er jeweils vom Stadtrat. Allgemeine Wahlen für dieses Amt waren erst ab 1834 üblich. Das Stadtgebiet erstreckte sich bis 1898 im Wesentlichen auf den heutigen Stadtteil Manhattan. Während seiner Zeit als Bürgermeister brach in den Nachbarstädten eine Choleraepidemie aus. Bowne versuchte seine Stadt mit einer radikalen Quarantäne zu schützen. Das war allerdings erfolglos, da man damals noch nicht wusste, dass die Krankheit auch durch kontaminiertes Wasser oder Lebensmittel  übertragen wird.
Nach dem Ende seiner Zeit als Bürgermeister setzte Bowne seine früheren Tätigkeiten fort. Er starb am 31. August 1846. Mit seiner Frau Elizabeth Southgate hatte er zwei Kinder. Der Bowne Park in Flushing wurde nach ihm benannt. Der Park befindet sich an der Stelle, an der bis 1925 das Sommerhaus von Bowne stand.